# 丹維爾 (堪薩斯州)
丹維爾（英語：Danville）是一個位於美國堪薩斯州哈珀縣的城市。

## 地方資料
根據2020年美國人口普查的數據，丹維爾的面積為0.21平方千米，當中陸地面積為0.21平方千米，而水域面積為0.00平方千米。當地共有人口29人，而人口密度為每平方千米138.1人。